# Národní jednoty
Národní jednoty (deutsch: Nationale Einheiten) waren nationale Schutzvereine. Gemeinsam mit ihrer Schwesterorganisation, der Ústřední matice školská, unterstützten sie das wirtschaftliche und kulturelle Leben der tschechischen Minderheiten in national gemischten Gebieten sowie in den deutschsprachigen Grenzregionen der Böhmen während der Zeit Österreich-Ungarns und nach der Gründung der neuen Republik 1918 auch im Staatsgebiet der Tschechoslowakei. Beide Schutzvereine wirkten an der Herausbildung eines nationalen Gegenstücks mit. Národní jednoty führten den sogenannten „nationalen Kampf“ um das Heimatrecht und betrachteten Deutsche als „Gäste“ auf ihrem tschechischen Territorium, woraus sich auch die Bestrebungen zur Tschechisierung „eingedeutschter Gebiete“ ableiteten. Im April 1939 wurden sie in die sogenannte Národní matice bei der Národní rada česká eingegliedert.

## Erste Entstehungen
Ab der Mitte des 19. Jahrhunderts begannen nahezu alle Nationalitäten Österreich-Ungarns, sich für ihre nationale Identität zu interessieren und setzten sich im sozial-kulturellen Kampf für den Erhalt ihrer Sprache und kulturellen Traditionen ein. Aus diesem Grund wurden verschiedene nationale „Schutzvereine“ gegründet. Der erste tschechische Schutzverein im Gebiet der Habsburgermonarchie war die Matice česká, gegründet am 1. Januar 1831. Die Organisation knüpfte in ihrer Tätigkeit an den „Ausschuss für die wissenschaftliche Bildung der tschechischen Sprache und Literatur“ (1830) an. Da der Schwerpunkt ihrer Arbeit im Schutz des tschechischen Schulwesens lag, übernahmen andere Schutzvereine wie die „Národní jednoty“ weitere nationale Aktivitäten. Nach der Gründung der Tschechoslowakei wurde die Arbeit der Matice česká ausgeweitet und radikalisiert: „Nicht mehr nur zur Verteidigung, sondern zur Rückgewinnung der Grenzgebiete und nationalen Inseln, die uns von Gegnern entrissen wurden.“

## Organisationsstruktur und Entwicklung

### Gründung der einzelnen Národní jednoty
Die wichtigsten Národní jednoty entstanden in den 1880er Jahren:
- Národní jednota pošumavská in Prag, gegründet am 21. Juni 1884[2]
- Národní jednota severočeská in Prag, gegründet am 22. März 1885
- Národní jednota pro východní Moravu in Olmütz, gegründet 1885
- Národní jednota pro jihozápadní Moravu, gegründet 1886 in Teltsch und 1888 nach Brünn verlegt

### Svaz Národních Jednot a Matic
Anlässlich des Generallandtags der Grenzer, der am 2. April 1922 in Prag stattfand, wurde der Svaz Národních Jednot a Matic (Bund der Nationalen Einheiten und Matrizen) gegründet.

### Panslavistische Verbindungen
Seit 1900 fungierte die panslavistische Národní rada československá, deren ideologische Grundlagen sowohl die Matice česká als auch die „Schutzvereine“ verbreiteten. Ihre Arbeiten veröffentlichte sie in der Zeitschrift Národní rada.

## Aktivität
Die Národní jednoty konzentrierten sich in Böhmen und Mähren ausschließlich auf deutschsprachige Gebiete und verfolgten deren Tschechisierung. Sie setzten sich für die Gründung und Unterstützung tschechischer Schulen an Orten ein, an denen aufgrund der geringen Zahl tschechischer Kinder nach geltendem Recht keine staatliche Schule eingerichtet werden konnte. Sie führten Bodenreformen durch, um zu verhindern, dass Land in deutschen Besitz überging. Zudem übten sie Druck auf die Anpassung des nationalen Verteilungsschlüssels in Fabriken, Arbeitsvermittlungsstellen und bei Volkszählungen aus. Wegen der in Betrieben in diesen Gebieten üblichen deutschen Sprache wurden Deutsche teilweise bevorzugt eingestellt – insbesondere als Angestellte in der Verwaltung, während Tschechen als Arbeiter gering bezahlten Tätigkeiten nachgingen.
Die Organisationen betrieben Wahlwerbung zugunsten tschechischer Gemeindekandidaten, um Gemeindeverwaltungen in deutschen Ortschaften in tschechische Hände zu überführen. Národní jednoty beeinflussten staatliche Behörden mit dem Ziel, deutsche Beamte durch tschechische zu ersetzen. Vorher gab es innerstaatliche Versetzungen innerhalb der Monarchie Österreich-Ungarns: Deutsch als Verwaltungssprache führte dazu, dass deutschsprachige Beamte aus Niederösterreich, Oberösterreich, Steiermark in Böhmen und Mähren gelangten.
Darüber hinaus organisierten sie in deutschsprachigen Gebieten Fachvorträge, gaben tschechische nationale Bildungsliteratur heraus, gründeten und betrieben Bibliotheken, veranstalteten nationale Feiern und Ausflüge, schränkten die Abhängigkeit tschechischer Arbeitskräfte von örtlichen deutschen Unternehmern ein oder stärkten das tschechische Nationalbewusstsein.

## Nach dem Münchner Abkommen und Auflösung
Nach dem Münchner Abkommen beteiligten sich die Národní jednoty an der Hilfe für tschechische Flüchtlinge aus dem Grenzgebiet. Im April 1939 wurden alle Národní jednoty in die einheitliche Organisation Národní matice bei der Národní rada česká eingegliedert.

## Bedeutung und historische Bewertung
Die Národní jednoty spielten eine wichtige Rolle bei der Entwicklung des tschechischen Nationalismus in den böhmischen Ländern. Sie trugen zur Stärkung des tschechischen Nationalbewusstseins bei, förderten aber gleichzeitig die Entstehung nationaler Spannungen zwischen Tschechen und Deutschen. Ihre Aktivitäten spiegelten die allgemeine Entwicklung des Nationalismus in der Donaumonarchie wider, wo verschiedene Nationalitäten um politische und kulturelle Vorherrschaft kämpften.
Mit ihrem Motto „svůj k svému“ (jeder zu seinem eigenen) trugen sie zu einem radikalen Nationalismus bei, der zu nationalen Konflikten führte und den wirtschaftlichen und sozialen Boykott von „Feinden“ der Nation, hauptsächlich Juden und Deutsche, propagierte.